# Малка (река)
Малка (Балъксу) (на руски: Малка, Балыксу; на кабардино-черкезки: Балъкъ; на карачаево-балкарски: Балыкъ суу — «река, богата на риба») е река в Република Кабардино-Балкария и частично по границата със Ставрополски край на Русия, ляв приток на Терек. Дължина 191 km (с река Кизилкол 210 km). Площ на водосборния басейн 10 000 km².
Река Малка се образува на 2376 m н.в. от реките Кизилкол, Барджалису, Каранаясу и други по-малки, стичащи се от северния склон на връх Елбрус в Голям Кавказ, в западната част на Република Кабардино-Балкария. В горното си течение има посока север-североизток, а в средното и долното – източна посока. В горното и средното течение Малка е типична планинска река с голям наклон, бурно течение, множество прагове и няколко малки водопада. На 65 km преди устието си излиза от планините и навлиза в равнината, като тук от нея се отделят множество напоителни канали, които отнемат около 16% от годишния ѝ отток. Влива се отляво в река Терек, при нейния 409 km, на 178 m н.в., на 4 km югоизточно от станица Екатериноградская в североизточната част на Република Кабардино-Балкария. Основни притоци: Кичмалка (61 km, ляв) и Баксан (169 km, десен), който дава 85% от оттока на Малка, а водосборният му басейн обхваща 68% от водосборния басейн на Малка. Има смесено подхранване с преобладаване на ледниковото с ясно изразено късно пролетно и лятно пълноводие. В края на лятото и есента често явление са внезапните ѝ прииждания в резултат на поройни дъждове във водосборния ѝ басейн. Среден годишен отток на 28 km от устието 97,8 m³/s. Замръзва само в долното течение за период от 3 денонощия до 2 месеца, но не всяка година. Постоянни населени места са разположени само по средното и долното ѝ течение, в т.ч. град Прохладни в Република Кабардино-Балкария.